# Ready to Go (Get Me Out of my Mind)
«Ready to Go (Get Me Out of my Mind)» —en español: Listo para irme (Sáquenme de mi mente)— es una canción de banda de rock estadounidense Panic! at the Disco, publicado 6 de junio de 2011 como el tercer sencillo del tercer álbum del grupo de estudio y Vices & Virtues (2011). Un clip de la canción fue incluida originalmente en el cortometraje de la banda, la obertura. La canción ha recibido críticas positivas en su lanzamiento. La canción fue incluida en los créditos de la nueva versión 2011 de Los Pitufos. La canción también fue un tema de apertura para WWE NXT.

## Video musical
El 2 de mayo de 2011, el primer video se estrenó en Facebook del grupo. El video muestra a la banda volver a la promulgación de musicales y películas antiguas. El video fue dirigido por Shane Drake.

## Posicionamiento en listas
| Listas (2011)    | Mejor Posición |
| ---------------- | -------------- |
| Australia (ARIA) | 69             |

- Datos: Q3284237